# Maacoccus arundinariae
Maacoccus arundinariae är en insektsart som först beskrevs av Green 1904.  Maacoccus arundinariae ingår i släktet Maacoccus och familjen skålsköldlöss.
Artens utbredningsområde är Sri Lanka. Inga underarter finns listade i Catalogue of Life.